# Xenophrys major
Xenophrys major és una espècie d'amfibi. Sovint també se l'anomena Xenophrys lateralis. Presenta dimorfisme sexual en la llargada de les extremitats posteriors.
Aquesta espècie està molt estesa en una basta regió de l'Àsia, que va des del nord-est de l'Índia (Arunachal Pradesh i Nagaland) pel nord de Myanmar, el nord i l'oest de Tailàndia, la República Democràtica Popular Laos i el nord del Vietnam del Sud a través de les muntanyes Annamite, i el sud i l'oest de Yunnan i províncies de Guangxi, a la Xina occidental. El seu hàbitat són els boscos tropicals perennes de regions monzòniques, es reprodueix en rierols i es troba a una altura entre 250 i 2500 m sobre el nivell del mar.